# Eu Não Quero Voltar Sozinho

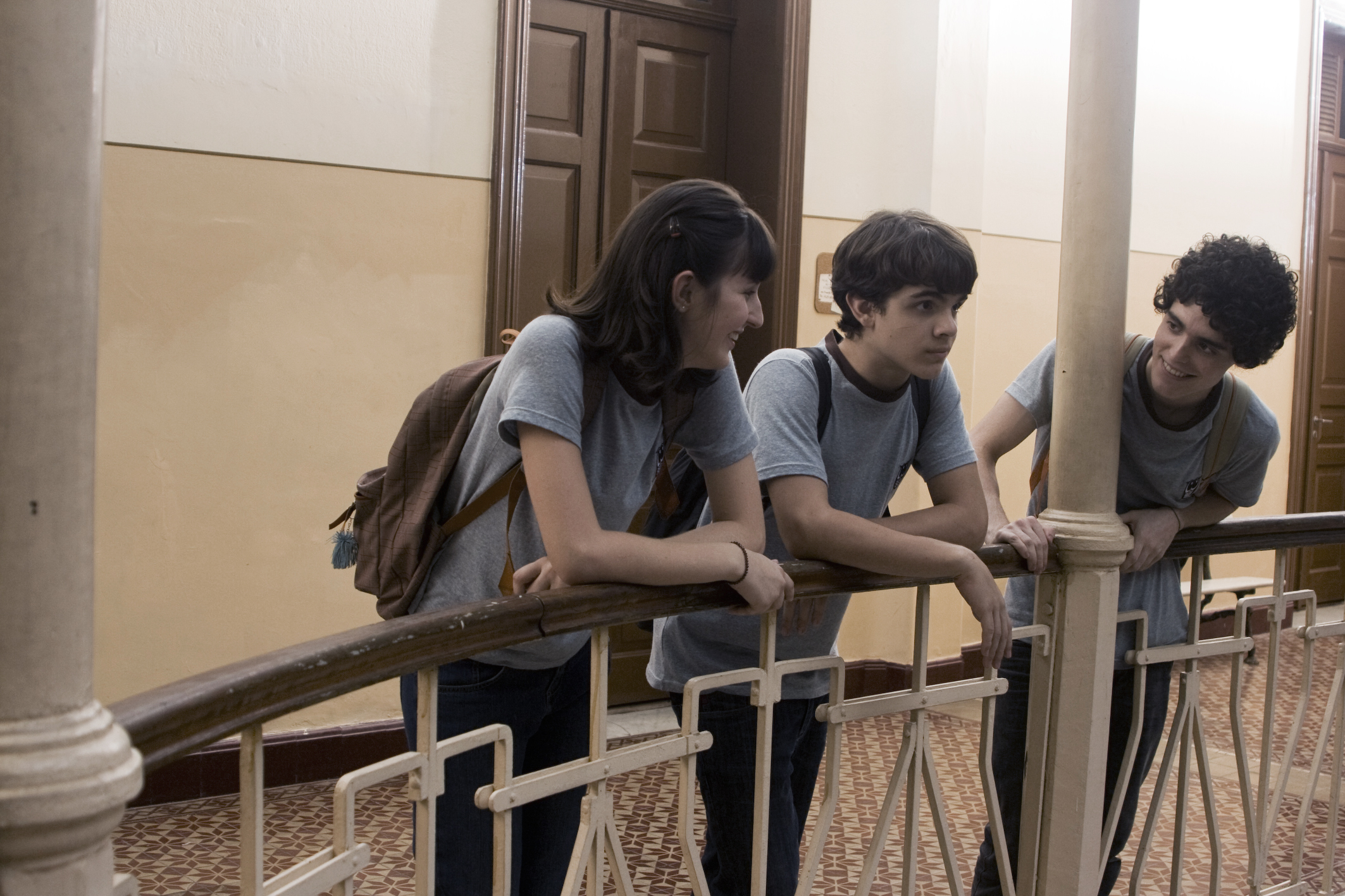
Cena do curta mostrando Giovana, Leonardo e Gabriel

Eu não Quero Voltar Sozinho é um curta metragem brasileiro dirigido por Daniel Ribeiro, de 2010.

## Sinopse
Leonardo (Ghilherme Lobo), um adolescente deficiente visual que muda de vida totalmente com a chegada de Gabriel (Fábio Audi), um novo aluno em sua escola. Ao mesmo tempo que tem que lidar com os ciúmes da amiga Giovana (Tess Amorim), Leonardo vive a inocência da descoberta do amor entre dois adolescentes gays.

## Censura
O filme fazia parte do Cine Educação, programa que exibe filmes nas escolas em parceria com a Mostra Latino-Americana de Cinema e Direitos Humanos. Após ter sido exibido em uma sala de aula no Acre, o curta metragem foi confundido com o Kit Anti-Homofobia, material didático preparado pelo Ministério da Educação, cuja distribuição havia sido proibida. Líderes religiosos do Acre pressionaram políticos da região e conseguiram a proibição do Programa Cine Educação e a exibição do filme nas escolas do estado.

## Elenco
- Guilherme Lobo - Leonardo
- Fábio Audi - Gabriel
- Tess Amorim - Giovana

## Festivais e prêmios

### Brasileiros
| Ano  | Festival                                                                     | Prémio(s) | Ref           |
| ---- | ---------------------------------------------------------------------------- | --- | ------------- |
| 2010 | 3º Festival Paulínia de Cinema                                               | Troféu Menina de Ouro de Melhor Filme de Curta Metragem - Juri Oficial Troféu Menina de Ouro de Melhor Filme de Curta Metragem - Juri Popular Troféu Menina de Ouro de Melhor Filme de Curta Metragem - Prêmio da Crítica Troféu Menina de Ouro de Melhor Roteiro | [ 3 ]         |
| 2010 | Festival Internacional de curtas-metragens de São Paulo                      | Troféu Coelho de Prata - Mix Brasil | [ 4 ]         |
| 2010 | Entretodos 3 - Festival de Curtas de Direitos Humanos                        | Melhor Roteiro | [ 5 ]         |
| 2010 | Festival do Rio 2010                                                         | | [ 6 ]         |
| 2010 | 10ª Goiânia Mostra Curtas                                                    | [ nota 2 ] | [ 7 ]         |
| 2010 | CineBH                                                                       | | [ 8 ]         |
| 2010 | Close - Festival da Diversidade Sexual                                       | Melhor Filme Júri Popular Melhor Filme Júri Oficial Melhor Ator - Ghilherme Lobo Melhor Atriz - Tess Amorim Melhor Direção de Arte Melhor Fotografia Melhor Roteiro                                                                                               | [ 9 ]         |
| 2010 | 17º Festival de Cinema e Vídeo de Cuiabá                                     | Melhor Filme Júri Popular Melhor Direção | [ 10 ]        |
| 2010 | Curta Cinema 2010                                                            | | [ 11 ]        |
| 2010 | 9º Festival Nacional de Cinema de Varginha                                   | ET de Prata - Melhor Direção | [ 12 ]        |
| 2010 | 7º Amazonas Film Festival                                                    | | [ 13 ]        |
| 2010 | 5º Mostra Cinema e Direitos Humanos na América do Sul                        | | [ 14 ]        |
| 2010 | 1º FestZoom – Festival de Audiovisual para Jovens                            | | [ 15 ]        |
| 2010 | 18º Mix Brasil                                                               | Coelho de Ouro - Melhor Curta Nacional Coelho de Prata - Melhor Interpretação - Ghilherme Lobo Coelho de Prata - Melhor Roteiro | [ 16 ]        |
| 2010 | 4º For Rainbow - Festival de Cinema e Cultura da Diversidade                 | Melhor Direção Melhor Fotografia | [ 17 ]        |
| 2010 | 4º Festival Internacional de Cinema de Itu                                   | Melhor Roteiro | [ 18 ]        |
| 2010 | 4º Cine MuBE - Vitrine Independente                                          | | [ 19 ]        |
| 2010 | Curta Cine Malagueta – 2° Festival Nacional Curtas-Metragens de Rondonópolis | Melhor Filme - Mostra Nacional | [ 20 ]        |
| 2010 | 17º Vitória Cine Vídeo                                                       | Melhor Roteiro | [ 21 ]        |
| 2010 | 6º Fest Aruanda                                                              | Melhor Curta Nacional - Juri Popular | [ 22 ]        |
| 2010 | II Curta Carajás                                                             | [ nota 3 ] | [ 23 ]        |
| 2010 | Mostra de Cinema de Tiradentes                                               | | [ 24 ]        |
| 2011 | Festival do Júri Popular 2011                                                | Melhor Filme em Belo Horizonte Melhor Filme em Recife | [ 25 ]        |
| 2011 | Festival de Atibaia Internacional do Audiovisual                             | Troféu Sapuari - Melhor Filme Troféu Sapuari - Melhor Ator - Ghilherme Lobo Troféu Sapuari - Melhor Atriz - Tess Amorim Prêmio Sindcine de Qualidade Técnica - Melhor Direção                                                                                     | [ 26 ]        |
| 2011 | Festival de cinema de Montes Claros                                          | | [ 27 ]        |
| 2011 | 4ª Mostra Possíveis Sexualidades                                             | | [ 28 ]        |
| 2011 | Festival Art Déco                                                            | Melhor Roteiro | [ 29 ]        |
| 2011 | Cinesul 2011                                                                 | | [ 30 ]        |
| 2011 | Festival Rio Gay                                                             | Melhor Curta Metragem - Juri Popular | [ 31 ]        |
| 2011 | I Festival LUME de Cinema                                                    | | [ 32 ]        |
| 2011 | Prêmio Cidadania em Respeito à Diversidade                                   | Cinema - Curta Metragem | [ 33 ]        |
| 2011 | Mostra Premium                                                               | | [ 34 ] [ 35 ] |
| 2011 | Curtamazônia                                                                 | Melhor Ator - Ghilherme Lobo | [ 36 ]        |
| 2011 | Panorama Coisa de Cinema                                                     | | [ 37 ]        |
| 2011 | Comunicurtas - Festival de Cinema de Campina Grande                          | Melhor Ficção Melhor Filme Júri Popular Melhor Direção Melhor ator - Ghilherme Lobo Melhor Trilha Sonora | [ 38 ]        |
| 2011 | Jornada da Bahia                                                             | | [ 39 ]        |
| 2011 | Curta Taquary                                                                | Melhor Curta Metragem de Ficção Melhor Ator: Ghuilherme Lobo FEPEC - Prêmio Cineclubista - Melhor Filme para Reflexão Prêmio Especial da ABD/APECI-PE | [ 40 ]        |
| 2011 | Curta Santos                                                                 | Melhor Direção | [ 41 ]        |
| 2011 | Curta-SE                                                                     | Melhor Curta Metragem de Ficção | [ 42 ]        |

### Internacionais
- Melbourne Queer Film Festival
- Festival Internacional de Cinema de Guadalajara[43]
- Festival Cinematográfico Internacional del Uruguay
- Torino GLBT Film Festival[44]
  - Prêmio do Público - Melhor Curta Metragem
  - Menção Oficial - Juri Oficial
- Pink Apple Film Festival
- Inside Out - Lesbian and Gay Film and Video Festival of Toronto[45]
- Frameline[46]
- Cinema Jove Int'l Film Festival[47]
- International Film Festival TOFIFEST[48]
- OutFest
  - Premio: Melhor Curta Metragem Ficção[49]
- Qfest - Philadelphia International Gay & Lesbian Film Festival[50]
  - Prêmio do Público - Melhor Curta Metragem[51]
- NewFest
- Seoul International Youth Film Festival[52]
- Louisville LGBT Film Festival
  - Premio: Melhor Curta Metragem[53]
- Gaze: Dublin Lesbian and Gay Film Festival [54]
- Monterrey International Film Festival[55]
  - Premio: Melhor Curta Metragem
- International Film Festival Nueva Mirada
  - Pipa de Ouro - Melhor Curta Metragem para Jovens[56]
- Outflix Film Festival
  - Best Short Film - Jury Award[57]
- Fresno Reel Pride film festival
- Skeive Filmer / Oslo Gay & Lesbian Film Festival[58]
  - Best Short Film - Jury Award
  - Best Short Film - Audience Award
- Queer Lisboa
  - Best Short Film - Audience Award[59]
- Downtown Dayton LGBT Film Festival[60]
- Out on Film
  - Best Men's Short - Audience Award[61]
- Iris Prize[62]
  - Iris Prize Winner[63]
- Tampa International Gay & Lesbian Film Festival
- 20th Vinokino Lesbian and Gay Film Festival[64]
- Pink Latino - Latin American Film Festival[65]
- Southwest Gay And Lesbian Film Festival
  - Melhor Curta - Prêmio do Público[66]
- 18. queerfilm festival Bremen
- ImageOut The Rochester Lesbian & Gay Film & Video Festival[67]
  - Melhor Curta Independente - Prêmio do Público[68]
- Chéries-Chéris
  - Prêmio Pink TV de curta metragem[69]
- Reel Affirmations - The Washington, DC International Gay and Lesbian Film Festival
  - Melhor Curta - Prêmio do Público[70]
- Seattle Lesbian & Gay Film Festival[71]
  - Menção Honrosa
  - Melhor Curta Metragem Gay - Prêmio do Público
- Pittsburgh International Lesbian and Gay Film Festival[72]
  - Melhor Curta (Men's Short) - Prêmio do Público
- Sacramento International Gay & Lesbian Film Festival
  - Melhor Curta - Prêmio do Público[73]
- Perlen - Queer Film Festival Hannover
  - Melhor Curta - Prêmio do Público[74]
- Barcelona International Gay & Lesbian Film Festival
  - Melhor Curta - Prêmio do Público